# Havmiljøvogter
Havmiljøvogter er en kampagne og en betegnelse for tusindvis af danskere, svenskere og tyskere, der hjælper forsvaret med at forebygge og bekæmpe havforurening i danske farvande.

## Formål og historie
Havmiljøvogterkampagnen henvender sig til de lystsejlere og andre, der færdes på eller ved de danske farvande med henblik på at bekæmpe havmiljøforurening. Havmiljøvogterne indvilger i at bistå forsvaret med at opdage og indrapportere olieudslip og bekæmpe generel forurening som f.eks affald på strandene, hvilket kampagnen kalder havfald.
Kampagnen har både en præventiv og en bekæmpende effekt. Havmiljøvogterne synliggør deres medlemskab med et havmiljøvogtervimpel, som de modtager ved indmelding. Dermed sender de et budskab om, at der bliver holdt øje med forurening på havene i Danmark. En hurtig indrapportering af olieudslip gør, at skader på miljøet kan begrænses.
Havmiljøvogterkampagnen opstod som et led i det daværende Søværnets Operative Kommandos (SOK) Stop Olien kampagne i 2006. Olien kan indrapporteres telefonisk eller via en Stop Olien app. I 2019 var der ca. 25.000 havmiljøvogtere, og i perioden 2006-2019 er olieudslip i danske farvande mere end halveret.

## Medlemskab
At blive havmiljøvogter er gratis, og hvert år modtager medlemmer en hilsen som tak, en havmiljøvogtervimpel, informationsmaterialer og affaldsposer, der også kaldes havfaldsposer. Juniorhavmiljøvogter henvender sig specifikt til børn mellem 8 og 14 år og fokuserer på de kommende generationer som havets ambassadører. Juniorhavmiljøvogterne får ved indmelding også en velkomstpakke, der henvender sig til aldersgruppen.To gange om året udkommer magasinet Havmiljøvogteren, der indeholder historier fra havmiljøvogtere og artikler om havmiljøet i Danmark.